# Jürgen Storost
Jürgen Storost (né le 20 août 1940 à Wittemberg) est un romaniste allemand, linguiste et historien des sciences.

## Biographie
Il est le fils du professeur de lycée et spécialiste de romans Wolfgang Storost (1904-1964). Après avoir obtenu son diplôme d'études secondaires (1958) au lycée traditionnel Melanchthon de Wittemberg et effectué deux années de service militaire, il commence à étudier les langues romanes à l'Université Karl-Marx de Leipzig. Il termine ses études en 1965 avec un diplôme en romanistique. Il devient ensuite assistant de recherche à l'Université technique de chimie de Mersebourg.
En 1972, il obtient son doctorat à l'Université Martin-Luther de Halle-Wittemberg avec la thèse Studien zur Herausbildung der chemischen Fachsprache in der französischen Sprachgeschichte et en 1979, il rejoint l'Institut central de linguistique de l'Académie des sciences de la RDA en tant qu'assistant de recherche. Là, il s'implique dans divers sujets de recherche jusqu'à la dissolution de l'académie. À partir de 1994, il travaille comme assistant de recherche à l'Institut d'études romanes de l'Université de Potsdam. En 1997, il est rappelé à l'Académie des sciences de Berlin-Brandebourg en tant qu'assistant de recherche.
En 1999, il complète son habilitation par une thèse sur les 300 ans d'histoire de la recherche sur la langue et la littérature romanes à l'Académie des sciences de Berlin-Brandebourg.
En 2001, Jürgen Storost devient membre corporatif de l'Université libre de Berlin et maître de conférences en lexicologie et sémantique française. Il prend sa retraite en 2003 et travaille comme chercheur privé.

## Œuvres (sélection)
- Studien zur Herausbildung der chemischen Fachsprache in der französischen Sprachgeschichte, Halle-sur-Saale, 1972
- Langue française - langue universelle? Die Diskussion über die Universalität des Französischen an der Berliner Akademie der Wissenschaften. Zum Geltungsanspruch des Deutschen und Französischen im 18. Jahrhundert. Romanistischer Verlag Hillen, Bonn, 1994; 2e édition, Dr. Kovac, Hambourg 2008 -  (ISBN 978-3-8300-3563-3)[6]
- 300 Jahre romanische Sprachen und Literaturen an der Berliner Akademie der Wissenschaften. Peter Lang, Francfort-sur-le-Main 2001 -  (ISBN 3-631-38312-6)[4]
- In memoriam Vladimiro Macchi (de). Aspekte der Wissenschaftsgeschichte. Ausgewählte Sujets. Romanistischer Verlag, Bonn, 2008,  (ISBN 978-3-86143-181-7)